# スポンティニアス
『スポンティニアス』（Spontaneous）は2020年のアメリカ合衆国のロマンティック・コメディ映画。ブライアン・ダフィールドの映画監督デビュー作で、出演はキャサリン・ラングフォードとチャーリー・プラマーなど。生徒たちが突然爆発して死んでしまう怪事件が連続する高校を舞台に、いつ爆発するかとおびえながら日々を過ごす高校生たちの恋や群像を描いた青春ラブストーリー。原作はアーロン・スターマーが2016年に上梓した小説『Spontaneous』。
日本国内で劇場公開されなかったが、2021年2月3日からiTunesで配信された。

## ストーリー
マーラとディランが通う学校では、生徒たちが突然爆発して亡くなるという怪現象が相次いでいた。自分や友達がいつ爆発するのか分からないという恐怖に晒されながらも、マーラとディランは1日1日を大切に生き、徐々にその距離を縮めていく。

## キャスト
※括弧内は日本語吹替。
- マーラ・カーライル: キャサリン・ラングフォード（前田玲奈）
- ディラン・ホヴメイヤー: チャーリー・プラマー（吉野貴大）
- テス・マクナルティ: ヘイリー・ロー（英語版）
- アンジェラ・カーライル: パイパー・ペラーボ（竹内夕己美）
- チャーリー・カーライル: ロブ・ヒューベル（英語版）（ボルケーノ太田）
- カーラ・ロゼッティ捜査官: イヴォンヌ・オージ（英語版）（森夏姫）
- ジェンナ・ダルトン: レイン・マクニール（英語版）
- ジョー・ダルトン: クライヴ・ホロウェイ
- ハーパー・ウィー: ブハーン・ローデン
- スピロス: クリス・シールズ（坂詰貴之）
- デニス・ホヴメイヤー: チェラー・ホースダル（永木貴依子）

## 製作・マーケティング
2016年6月、オーサムネス・フィルムズがアーロン・スターマーの小説『Spontaneous』の映画化権を購入した。2017年12月11日、キャサリン・ラングフォードが本作に出演することになったと報じられた。2018年1月、チャーリー・プラマーとヘイリー・ローの出演が決まった。2月、パイパー・ペラーボ、ロブ・ヒューベル、イヴォンヌ・オージ、レイン・マクニール、ブハーン・ローデン、クリス・シールズ、クライヴ・ホロウェイがキャスト入りした。2020年10月2日、本作のオフィシャル・トレイラーが公開された。

### 撮影・音楽
本作の主要撮影は2018年1月にカナダのバンクーバーで始まり、同年3月2日に終了した。2019年12月4日、ジョセフ・トラパニーズが本作で使用される楽曲を手がけるとの報道があった。2020年9月25日、パラマウント・ミュージックが本作のサウンドトラックを発売した。

## 評価
本作は批評家から絶賛されている。映画批評集積サイトのRotten Tomatoesには45件のレビューがあり、批評家支持率は98%、平均点は10点満点で8.29点となっている。サイト側による批評家の見解の要約は「ダークな雰囲気の青春コメディであり、そのストーリーにはぶっ飛んだ捻りが加えられている。『スポンティニアス』を見た者はキャサリン・ラングフォードが若手の有望株であることを再確認できる。また、ブライアン・ダフィールドは本作でその監督としてのポテンシャルを世に知らしめたと言える。」となっている。また、Metacriticには7件のレビューがあり、加重平均値は78/100となっている。